# Glébovo (Khabàrovsk)
|  | Per a altres significats, vegeu «Glébovo». |

Glébovo (en rus: Глебово) és un poble del krai de Khabàrovsk, a Rússia, que el 2012 tenia 253 habitants. Pertany al districte rural de Viàzemski.